# Parksluizen
De Parksluizen zijn twee schutsluizen in de Nederlandse provincie Zuid-Holland, in de scheepvaartroute van de Delfshavense Schie naar de Nieuwe Maas. Ze verbinden de Coolhaven met de Parkhaven in Rotterdam. De vaarweg is CEMT-klasse III. De Parksluizen maken deel uit van de hoofdwaterkering van Schieland. De westelijke Grote Parksluis heeft op rails lopende elektrisch gedreven roldeuren. De deurkassen bevinden zich tussen de beide sluiskolken. De oostelijke Kleine Parksluis heeft hefdeuren, die als een kwadrant zijn uitgevoerd en elektrisch via tandwielen worden aangedreven.
- de sluiskolk van de Grote Parksluis is 158 m lang, heeft een schutlengte van 125 m en een wijdte van 13,55 m. De drempeldiepte noordzijde is KP -4,25 m en aan de zuidzijde NAP -4,65 m. Over het noordelijk sluishoofd ligt de 1e Coolhavenbrug, een basculebrug. Hoogte in gesloten stand KP +3,10 m. Over het zuidelijk hoofd de 1e Parkhavenbrug, een identieke basculebrug. Hoogte in gesloten stand NAP +3,40 m. Bij het schutten blijft steeds één brug voor het wegverkeer beschikbaar, zodat het wegverkeer weinig hinder ondervindt van de sluizen.
- de sluiskolk van de Kleine Parksluis is 158 m lang, heeft een schutlengte van 125 m en een wijdte van 5,95 m. De drempeldiepte noordzijde is KP -3,25 m en zuidzijde NAP -3,65 m. Over het noordelijk sluishoofd ligt de vaste 2e Coolhavenbrug, doorvaarthoogte KP +3,75 m. Over het zuidelijk hoofd de vaste 2e Parkhavenbrug, doorvaarthoogte NAP +4,25 m.[1] en[2]

De binnenvaart maakt gebruik van de Grote Parksluis, de recreatievaart gaat gewoonlijk via de Kleine Parksluis, behalve de pleziervaartuigen met een hoge mast, die via de Grote Parksluis worden geschut. Jaarlijks passeren circa 22.000 schepen de Parksluizen. De bediening is gratis.
De sluizen kunnen via de marifoon worden aangeroepen op VHF-kanaal 22.
Het scheepvaartverkeer tussen de Schie en de Nieuwe Maas liep oorspronkelijk via de Aelbrechtskolk en de Voorhaven in historisch Delfshaven en de Ruigeplaatsluis naar Schiemond. In 1923 werd gestart met de aanleg de Coolhaven en in 1928 werd opdracht gegeven tot de aanleg van de Parksluizen. In 1933 waren de Parksluizen en de nieuwe verbinding voltooid.
Aan de noordzijde van het Parksluizen verbindt de Coolhavenbrug de Willem Buytewechstraat met het Droogleever Fortuynplein, aan de zuidzijde verbindt de Parkhavenbrug de Westzeedijk met het Droogleever Fortuynplein.
De Parksluizen hebben sinds 2009 de status van Rijksmonument.

## Trivia
- De verkeersweg naast de grote sluis is de Puntegaalstraat. Vanwege het grote voormalige kantoor van 's Rijks belastingen dat aan die straat ligt wordt die straat in de wandeling in het Rotterdamse de Plukmekaalstraat genoemd, er staat een appartementencomplex waar ook vele kleine beginnende bedrijven zijn gevestigd. Het wordt het beheerd door Stadswonen.
- Tram 8 kan de sluis zowel via de 1e Parkhavenbrug als via de 1e Coolhavenbrug passeren. In de praktijk betekent dit dat als de ene brug open staat, de tram via de andere brug zonder oponthoud verder kan.